# Bahnhof Frankfurt-Zeilsheim
Der Bahnhof Frankfurt-Zeilsheim ist ein Haltepunkt im Netz der S-Bahn Rhein-Main. Er wurde nach umfangreichen Bauarbeiten am 13. Mai 2007 eröffnet.

## Bezeichnung und Lage

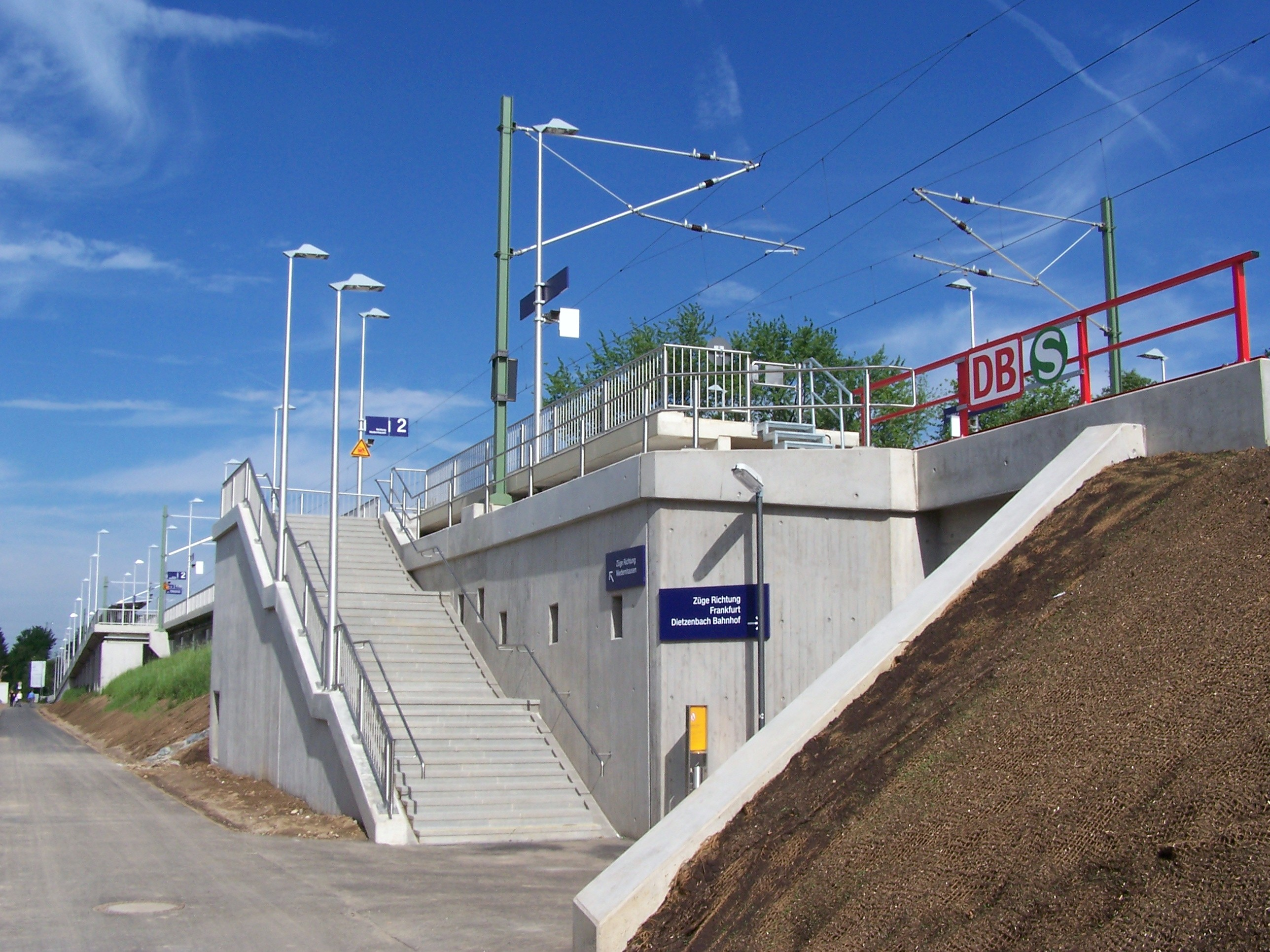
Westlicher Zugang zu Gleis 2

Der Haltepunkt liegt am Bahndamm der Main-Lahn-Bahn, der gleichzeitig die Grenze zwischen den Stadtteilen Sindlingen und Zeilsheim darstellt. So liegt der Bahnsteig Richtung Innenstadt und Dietzenbach in Sindlingen, während der Bahnsteig Richtung Niedernhausen in Zeilsheim liegt.
Durch einen Straßendurchbruch verläuft der Straßenzug Sindlinger Bahnstraße/West-Höchster-Straße. Dort liegt der östliche Zugang des Bahnhofs mit je einer Treppe und einer Rampe. Ein zweiter Durchbruch für Fußgänger wurde am westlichen Zugang erstellt, um die Ferdinand-Hofmann-Siedlung und die Internationale Schule Frankfurt-Rhein/Main in Sindlingen anzubinden.
Obwohl der Haltepunkt in der Gemarkung des Frankfurter Stadtteils Sindlingen und nicht im namensgebenden Zeilsheim liegt, wurde der Haltepunkt nach Zeilsheim benannt, da der Haltepunkt Sindlingen bereits existiert. Die Bezeichnung „Sindlingen Nord“ wurde seitens der Deutschen Bahn abgelehnt.
Die Baukosten des Haltepunkts betrugen 6,75 Millionen Euro, getragen von der Stadt Frankfurt, dem Land Hessen und dem Rhein-Main-Verkehrsverbund (RMV).

## Nutzung

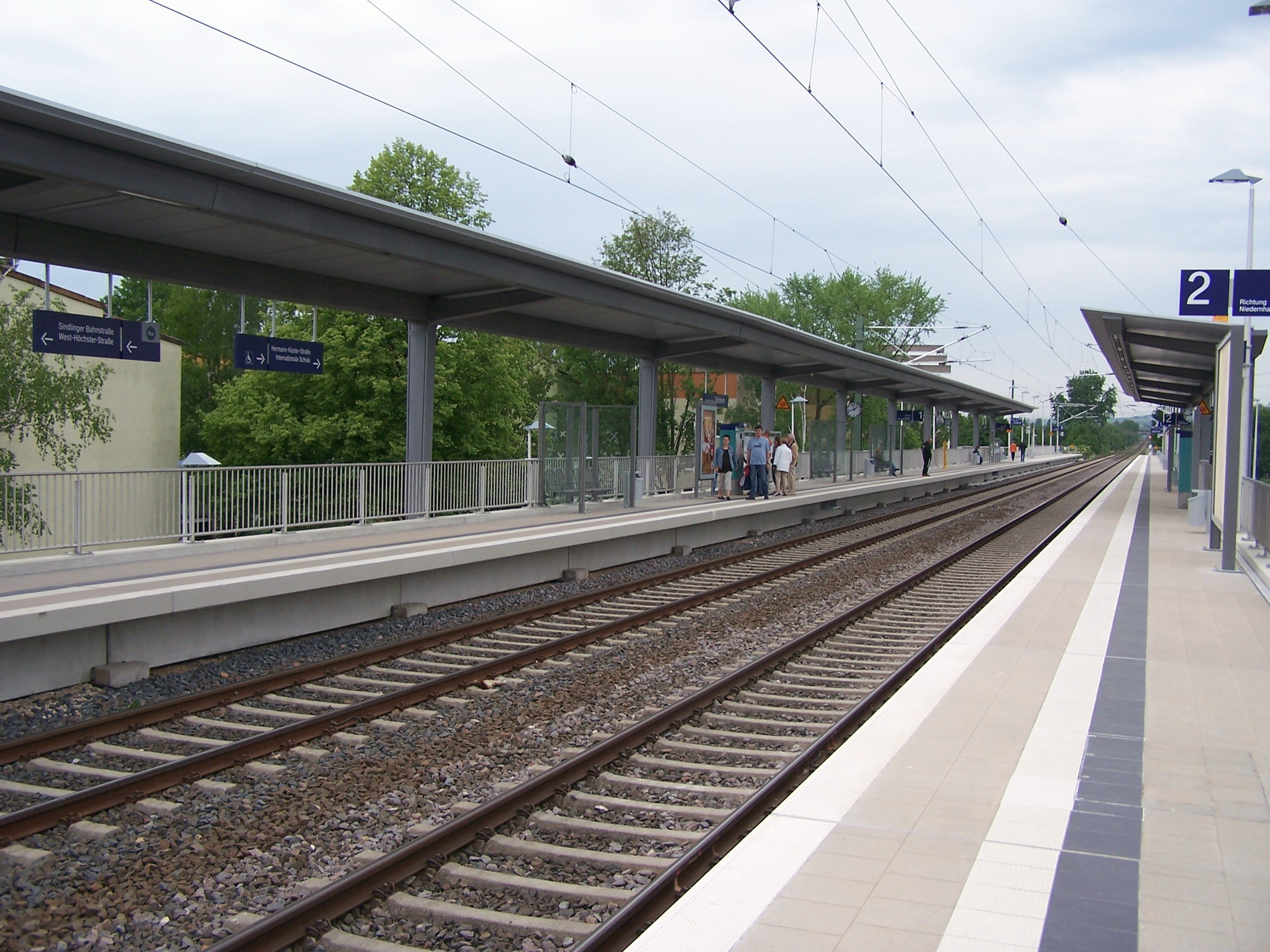
Blick auf Gleis 1 (Richtung Innenstadt)

### S-Bahn-Verkehr
Der Haltepunkt wird von der S-Bahn-Linie S2 der S-Bahn Rhein-Main bedient, deren Strecke zwischen Niedernhausen und Dietzenbach verläuft. Sie verkehrt werktags im 30-Minuten-Takt, während der Spitzenzeiten im 15-Minuten-Takt.
| Linie                    | Verlauf | Takt                    |
| ------------------------ | --- | ----------------------- |
| S2                       | Niedernhausen (Taunus) – Niederjosbach – Bremthal – Eppstein – Lorsbach – Hofheim (Taunus) – Kriftel – Frankfurt-Zeilsheim – Frankfurt-Höchst Farbwerke – Frankfurt-Höchst – Frankfurt-Nied – Frankfurt-Griesheim – Frankfurt (Main) Hbf tief – Frankfurt (Main) Taunusanlage – Frankfurt (Main) Hauptwache – Frankfurt (Main) Konstablerwache – Frankfurt (Main) Ostendstraße – Frankfurt (Main) Mühlberg – Offenbach-Kaiserlei – Offenbach Ledermuseum – Offenbach Marktplatz – Offenbach (Main) Ost – Offenbach-Bieber – Heusenstamm – Dietzenbach-Steinberg – Dietzenbach Mitte – Dietzenbach Bhf | 30 min 15 min (zur HVZ) |
| Stand: 15. Dezember 2024 | |                         |

Der Haltepunkt Frankfurt-Zeilsheim ist in der Preisklasse 5 (Nahverkehrssystemhalt) der DB InfraGO eingeordnet.

### Busverkehr
Um den Bahnhof besser anzubinden, wurde zum Fahrplanwechsel 2006/2007 im Dezember 2006 das komplette Omnibusnetz im Frankfurter Westen überarbeitet. Die Buslinien 50 und 51, die bisher ihre Endstationen im Kolberger Weg hatten, wurden nach Höchst zurückgezogen. Dafür wurde die neue Linie 53 eingerichtet, die wie die zum Zeitpunkt bestehende Linie 54 am Bahnhof hält und diese in Zeilsheim verstärkt. Für die neue Bushaltestelle Zeilsheim Bahnhof wurde in Sindlingen wegen zu geringen Abstands die Haltestelle Edenkobener Straße aufgehoben.
An der benachbarten Bushaltestelle halten die Stadtbuslinien 53 (Zeilsheim Bahnhof–Höchst Bolongaropalast), X53 (Flughafen Terminal 1–Höchst Bolongaropalast), M55 (Sindlingen Friedhof–Rödelheim Bahnhof) und 57 (Siedlung Taunusblick–Industriepark Höchst Tor West), die den Haltepunkt mit der Stadtteilmitte verbinden.
Für die Linie 53 wurde auf der gegenüberliegenden östlichen Straßenseite ein Busbahnhof mit Wendeanlage gebaut, da sie dort ihre Endhaltestelle hat. Der Bau dieser Anlage verzögerte sich jedoch, weshalb die Linie provisorisch bis zum Sindlinger Bahnhof verlängert wurde. Die Haltestellen der Linien X53, M55 und 57 befinden sich direkt in der östlichen Unterführung.

### Park/Bike and Ride
Bei der Bushaltestelle befindet sich zudem eine Park-and-Ride Anlage sowie eine Bike-and-Ride Anlage am Zugang zum Bahnsteig Richtung Niedernhausen.

## Geschichte
Die Gemeinden Zeilsheim und Sindlingen wurden 1917 zur Stadt Höchst am Main eingemeindet, diese 1928 nach Frankfurt. Der Bau des Bahnhofs zwischen Zeilsheim und Sindlingen war Teil des Eingemeindungsvertrages zwischen Frankfurt und Höchst am Main. In Anhang 5 (Kommunales Programm der Stadt Höchst am Main) hieß es, dass „… eine Haltestelle an der Limburger Bahn für Sindlingen-Zeilsheim baldigst errichtet wird.“

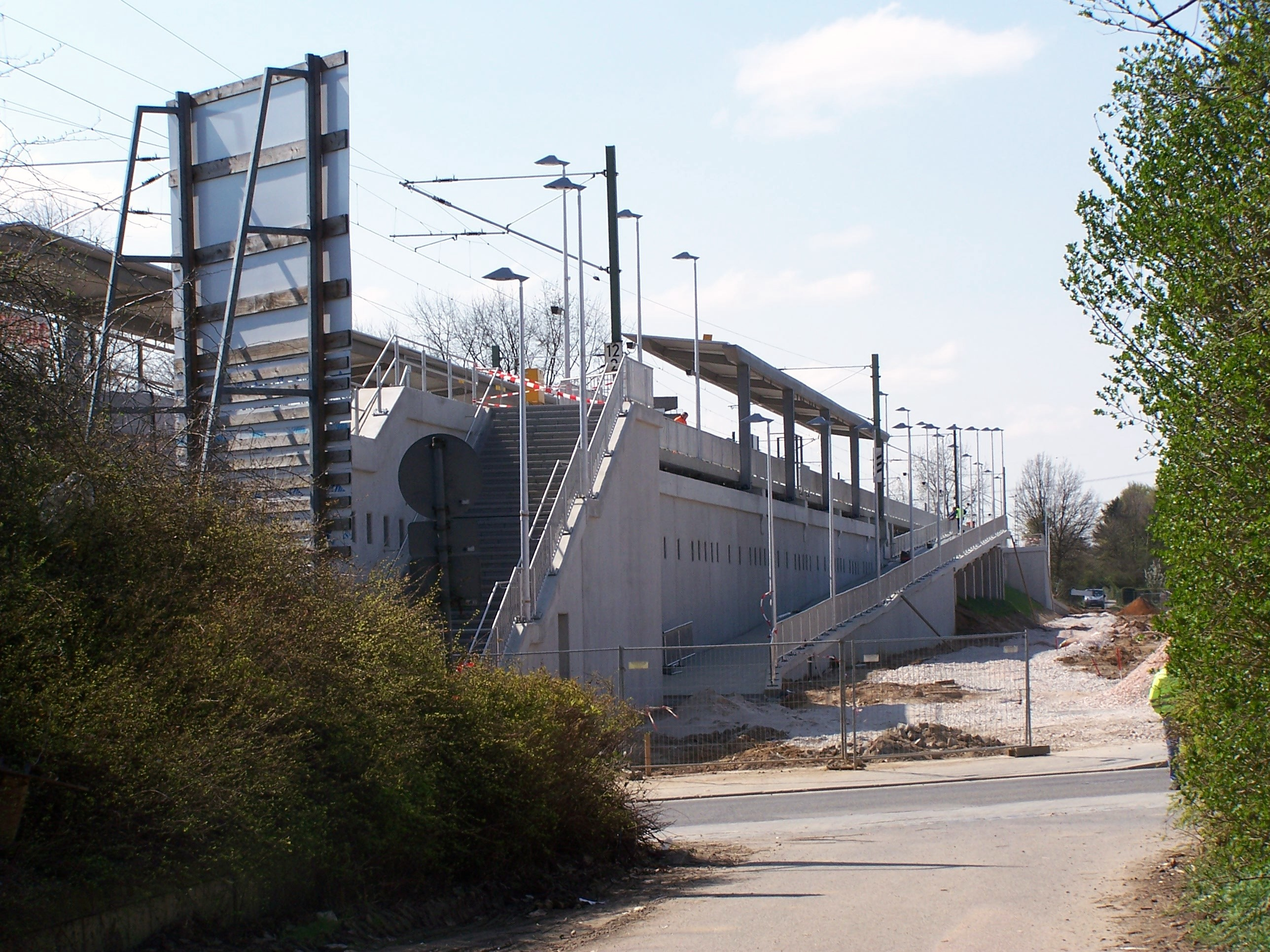
Letzte Bauarbeiten im April 2007

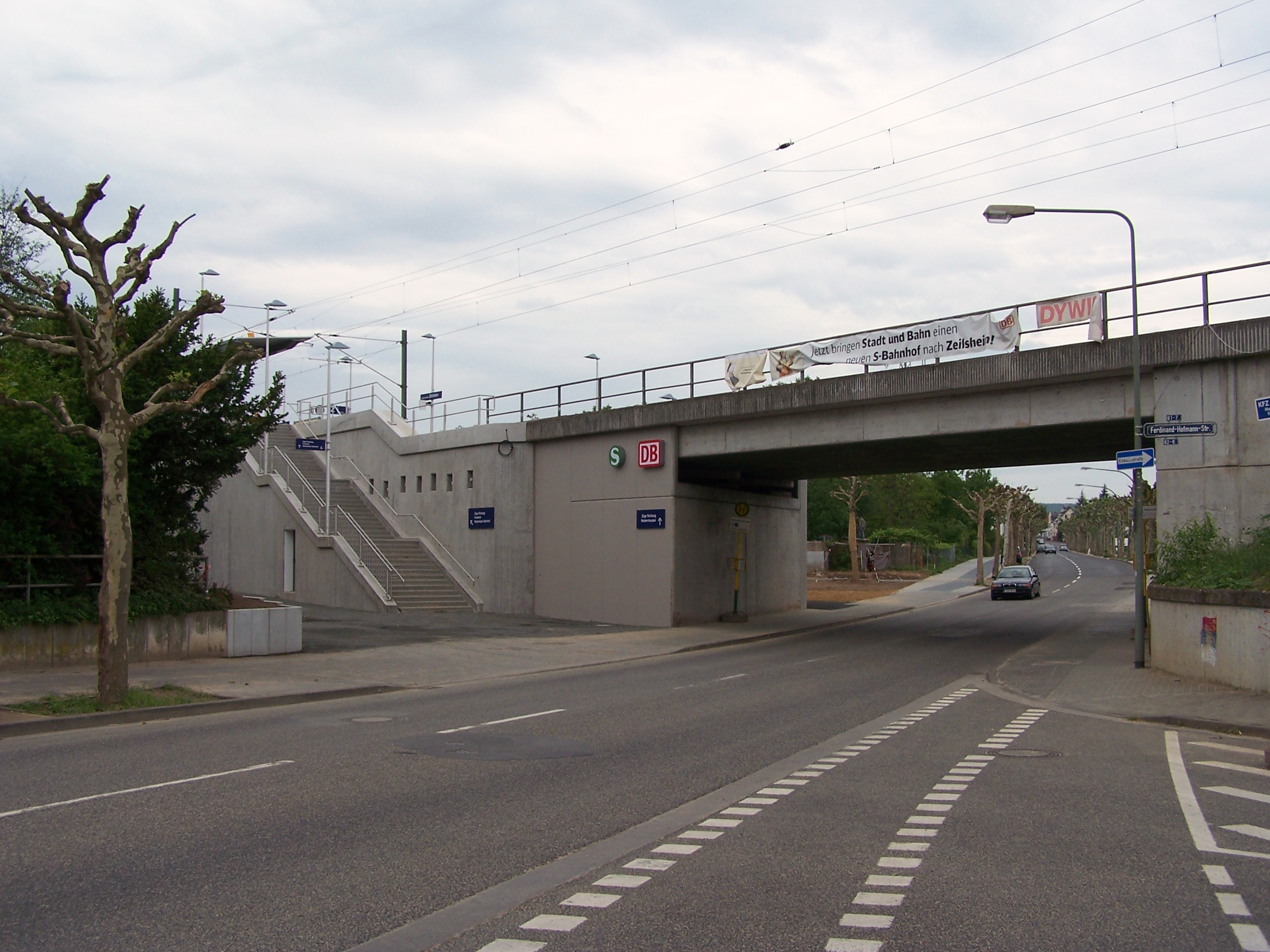
An der Sindlinger Bahnstraße

Die Planungen zum heutigen Bau basieren auf den „Untersuchungen zur Fortschreibung des Generalverkehrsplans 1976/82, Teil Gesamtnetz Schiene 2000 in Frankfurt am Main“. Darin wird der Bau einer S-Bahn-Station in Zeilsheim positiv bewertet. Daher beauftragte die Stadtverordnetenversammlung den Magistrat nach mehrjährigen Vorarbeiten am 29. April 1999 mit der Vorplanung zum Bau des Haltepunkts.
Nach Erstellung der Bauplanung durch die Stadt Frankfurt und Durchführung des Planfeststellungsverfahrens durch die Deutsche Bahn AG war der Baubeginn des Projektes im Januar 2006. Ursprünglich sollte der Bahnhof Zeilsheim zum Fahrplanwechsel am 10. Dezember 2006 eröffnet werden. Durch erhebliche Verzögerungen und Pannen bei den Bauarbeiten verschob sich die Eröffnung aber auf das Frühjahr 2007. Nachdem als Termin anfänglich der April genannt wurde, nannte die Deutsche Bahn den 13. Mai 2007 als Eröffnungstermin, der letztendlich eingehalten werden konnte.
Damit wurde dieser Punkt aus dem Eingemeindungsvertrag von 1928 nach 79 Jahren erfüllt.